# テオネラ・シリンドリカ
テオネラ・シリンドリカ (Theonella cylindrica) は、フツウカイメン綱イワカイメン目のカイメン（海綿）の一種。1925年にWilsonによって初めて記載された。